# Börner (Familienname)
Börner bzw. Boerner ist ein deutscher Familienname.

## Namensträger
- Adolf Boerner (1870–1930), deutscher Klassischer Philologe und Lehrer
- Albrecht Börner (1929–2020), deutscher Dramaturg und Drehbuchautor
- Alfred Börner (1926–2009), deutscher Politiker (SPD)
- Anton F. Börner (* 1954), deutscher Unternehmer
- Armin Börner (* 1954), deutscher Chemiker
- Bertram Börner (* 1934), deutscher Rechtsanwalt und Notar
- Carl Börner (Bildhauer) (1828–1905), deutscher Bildhauer
- Carl Boerner (Politiker) (1846–1929), deutscher Gutsbesitzer und Politiker (NLP), MdR
- Carl Gustav Boerner (1790–1855), deutscher Maler und Kunsthändler, Begründer der Firma C. G. Boerner
- Carl Heinrich Boerner (1844–1921), deutscher Jurist
- Carl Julius Bernhard Börner (1880–1953), deutscher Insektenkundler und Botaniker
- Christian Friedrich Börner (auch Boerner; 1683–1753), deutscher Theologe
- Christoph Börner (* 1964), deutscher Betriebswirt
- Dietrich Börner (1933–2016), deutscher Wirtschaftswissenschaftler
- Dora Boerner-Patzelt (1891–1974), böhmisch-österreichische Ärztin und Histologin
- Eckhard Börner (* 1951), deutscher Politiker (CDU)
- Emil Börner (1884–1967), deutscher Lehrer und Mundartdichter
- Emil Paul Börner (1888–1970), deutscher Maler, Bildhauer und Medailleur
- Ernst Boerner (1843–1914), österreichischer Gynäkologe
- Eugen Börner (1855–1942), deutscher Glasmaler
- Frank Börner (* 1966), deutscher Ökonom und Politiker (SPD)
- Franz Boerner (1897–1975), deutscher Botaniker
- Friedrich Boerner (1723–1761), deutscher Mediziner
- Gerhard Börner (* 1941), deutscher Astrophysiker
- Hans Börner (1927–2006), deutscher Komponist, Kantor und Kapellmeister
- Hans-Jürgen Börner (* 1945), deutscher Fernsehjournalist
- Heiko Börner (* 1965), deutscher Sänger (Tenor)
- Heinrich Börner (1919–1940), deutscher Wehrmachtsdeserteur
- Heinrich Ludwig Boerner (1846–1916), deutscher Pädagoge
- Heinz Börner (Autor) (* 1934), deutscher Seeoffizier und Kaufmann
- Heinz Börner (Mediziner) (1935–2024), deutscher Mediziner und Hochschullehrer
- Helene Börner (1867–1962), deutsche Weberin, erste Werkmeisterin der Weberei des Bauhauses in Weimar
- Hermann Boerner (1906–1982), deutscher Mathematiker
- Hildegard Boerner (1870–1945), deutsche Konzertsängerin und Gesangsmeisterin
- Holger Börner (1931–2006), deutscher Politiker (SPD)
- Immanuel Karl Heinrich Börner (1745–1807), schlesischer Jurist und Naturforscher
- Jacqueline Börner (* 1965), deutsche Eisschnellläuferin
- Johann Andreas Börner (1785–1862), Künstler und Kunstkenner
- Johann David Börner (1762–1829), französischer General
- Johannes Börner (1917–1988), deutscher Generalmajor
- Johannes Börner (Soldat) (1925–2018), deutscher Soldat und Weltkriegs-Veteran
- Julian Börner (* 1991), deutscher Fußballspieler
- Karl-Heinz Börner (* 1935), deutscher Lehrer und Historiker
- Katy Börner (* 1967), deutsch-amerikanische Ingenieurin, Informatikerin und Hochschullehrerin
- Klaus Börner (1934–2024), deutscher Museologe, Diplom-Historiker, Maler
- Klaus-Erich Boerner (1915–1943), deutscher Schriftsteller
- Kristina Börner (* 1990), deutsche Fußballspielerin
- Lars Börner (* 1973), deutscher Ökonom
- Leberecht Wilhelm Börner (1841–1902), deutscher Lehrer und Autor
- Lore Börner (1928–2011), deutsche Numismatikerin, Kunsthistorikerin und Kuratorin
- Manfred Börner (1929–1996), deutscher Physiker
- Marie Börner-Sandrini (1809–1890), italienische Opernsängerin (Sopran) und Gesangspädagogin
- Marlon Börner (* 2013), deutscher Tischtennisspieler
- Moritz Boerner (* 1945), deutscher Regisseur und Autor
- Nikolaus Börner (1693–1760), deutscher Mediziner
- Otto Boerner (1861–1918), deutscher Philologe und Pädagoge
- Otto Börner (1907–1990), deutscher Journalist und Widerstandskämpfer, siehe Otto Wahls
- Paul Börner, Pseudonym von Johann Christian Josef Ommerborn (1863–1938), deutscher Journalist und Schriftsteller
- Paul Albrecht Börner (1829–1885), deutscher Mediziner
- Peter Boerner (1926–2015), deutsch-amerikanischer Literaturwissenschaftler und Goetheforscher
- Rainer Börner (1956–2021), deutscher Politiker (PDS)
- Reinhard J. Boerner (* 1955), deutscher Psychologe
- Robert Börner (1865–1934), deutscher Politiker (Deutsche Reformpartei, DNVP)
- Rolf Börner (1923–1973), deutscher Fußballspieler
- Sabine Boerner (* 1963), deutsche Wirtschaftswissenschaftlerin
- Sigmar Börner (1932–2010), deutscher Fernsehregisseur und Redakteur
- Sophie Rogge-Börner (1878–1955), deutsche Schriftstellerin
- Susanne Börner (* 1980), deutsche Archäologin und Numismatikerin
- Thomas Börner (Genetiker) (* 1946), deutscher Genetiker
- Thomas Börner (Fußballspieler) (* 1951), deutscher Fußballspieler
- Tom Börner (* 1968), deutscher Musikpädagoge, Musiker, Autor, Komponist und Verleger
- Weert Börner (1930–2024), deutscher Politiker und Staatssekretär
- Wilhelm Börner (Pfarrer) (1788–1855), deutscher Pfarrer und Heimatforscher
- Wilhelm Börner (Philosoph) (1882–1951), österreichischer Philosoph
- Wilhelm Börner (Mediziner) (1927–2011), deutscher Nuklearmediziner
- Wolfgang Börner (* 1943), deutscher Sprachwissenschaftler und Hochschullehrer